# Ibn Abi-l-Bayan
Abu-l-Fadl Dàwud ibn Sulayman ibn Abi-l-Bayan al-Israïlí, conegut simplement com a Ibn Abi-l-Bayan o com a Dàwud Abu-l-Fadl (àrab: داوود أبو الفضل, Dāwūd Abū l-Faḍl) (el Caire, 1161-?, 1242), fou un metge jueu caraïta que va viure a l'Egipta aiúbida al segle xii.
Va estudiar medecina amb el metge jueu Híbat-Al·lah ibn Jami i amb Abu-l-Fafàïl ibn Naqid. Va ser metge de cort del sultà al-Màlik al-Àdil Abu-Bakr ibn Ayyub, germà i successor de Saladí. També fou professor en cap de l'Hospital an-Nassirí del Caire, on va tenir un gran nombre de deixebles, entre els quals cal destacar l'historiador Ibn Abi-Ussaybiyya. Aquest, més tard, va declara que Abu-l-Fadl era el més hàbil dels metges de la seva època i que la seva capacitat per curar malalts era miraculosa.
És autor d'una farmacopea en dotze capítols, titulada Aqrabadhin, on tracta sobretot d'antídots.